# شپ گوچینگ
شپ گوچینگ (انگلیسی: Xu Guoqing؛ زادهٔ ۱۷ آوریل ۱۹۵۸) جودوکار اهل چین بود. وی در بازی‌های المپیک تابستانی ۱۹۸۴ و ۱۹۸۸ شرکت کرده‌است.
وی در مسابقات کشوری و بین‌المللی در مجموع برندهٔ ۲ مدال نقره، ۱ مدال برنز شده‌است.